# Basil John Mason
(Basil) John Mason CB, FRCP, FRCPEd, FRFPS, FRS (Docking, 18 de agosto de 1923 – 6 de janeiro de 2015) foi um meteorologista britânico.

## Obras
- The Physics of Clouds (1957)
- Clouds, Rain and Rainmaking (1962)
- The Surface Waters Acidification Programme (editor, 1990)
- Acid Rain: Its Causes and its Effects on Inland Waters (1992)
- Highlights in Environmental Research - Professorial Inaugural Lectures at Imperial College (editor, 2000).
- The Physics of Clouds Oxford University Press